# Powiat podhajecki (II Rzeczpospolita)
Powiat podhajecki – powiat województwa tarnopolskiego II Rzeczypospolitej. Jego siedzibą było miasto Podhajce.

## Historia
1 kwietnia 1933 z powiatu rohatyńskiego do powiatu podhajeckiego przyłączono gminę jednostkową Dryszczów.
1 sierpnia 1934 dokonano nowego podziału powiatu na gminy wiejskie.
W marcu 1938 przyznano marszałkowi Edwardowi Śmigłemu-Rydzowi honorowe obywatelstwo powiatu podhajeckiego.

## Gminy wiejskie w 1934
- gmina Zawałów
- gmina Horożanka
- gmina Litwinów
- gmina Nowosiółka
- gmina Siemikowce
- gmina Złotniki
- gmina Wiśniowczyk
- gmina Hołhocze
- gmina Siółko
- gmina Białokrynica
- gmina Staremiasto
- gmina Toustobaby

## Miasta
- Podhajce

## Starostowie
- Władysław Porański (-1923)[4]
- Bronisław Michalski (1923-)
- Woroszyński[5]
- Władysław Sardecki (I.1936-IX.1937)[6][7]
- Jerzy Suchocki (1937-)[8]